# Ilarion Alfeev
Ilarion Alfeev, o Hilarion Alfeyev, nato Grigórij Valérievič Alféev (in russo Григо́рий Вале́риевич Алфе́ев?) (Mosca, 24 luglio 1966), è un arcivescovo ortodosso, teologo e compositore russo, dal 2022 metropolita di Budapest.

## Biografia
Diplomato in violino e pianoforte presso la Scuola Musicale Gnessin di Mosca ed il Conservatorio Statale di Mosca, si è formato presso il Monastero del Santo Spirito di Vilnius (Lituania), il Seminario Teologico di Mosca, e l'Accademia Teologica di Mosca, conseguendo successivamente il dottorato in filosofia all'Università di Oxford, e in teologia presso l'Istituto Teologico San Sergio di Parigi. Ha insegnato omiletica, teologia dogmatica, studi neo-testamentari e greco bizantino nelle Scuole Teologiche di Mosca.
Dal 1995 al 2001 è segretario per gli affari inter-cristiani del Dipartimento delle relazioni esterne del Patriarcato di Mosca. Dal 2003 al 2009 è stato vescovo di Vienna e d'Austria, amministratore pro tempore della Diocesi di Budapest e d'Ungheria, e rappresentante della Chiesa ortodossa russa presso le Istituzioni Europee. Il 31 marzo 2009 è nominato vescovo di Volokolamsk e presidente del Dipartimento delle relazioni esterne del patriarcato di Mosca e il 20 aprile successivo è elevato alla dignità arcivescovile.
Nel 2022 diventa metropolita di Budapest, lasciando gli incarichi di presidente del Dipartimento per le Relazioni esterne della Chiesa e di membro permanente del Santo Sinodo della Chiesa ortodossa russa, dopo aver criticato le posizioni del patriarca Cirillo I riguardo l'invasione russa dell'Ucraina.
Compositore di musica sacra (è del 2007 la sua Passione secondo Matteo, rappresentata a Mosca davanti al Patriarca Alessio II, e successivamente a Roma, in Vaticano), è autore di oltre 600 pubblicazioni.

## Opere

### Opere teologiche
In italiano sono stati pubblicati:
- La gloria del Nome. L'opera dello schimonaco Ilarion e la controversia athonita sul Nome di Dio all'inizio del XX secolo. Bose: Qiqajon, 2002;
- La forza dell'amore. L'universo spirituale di sant'Isacco il Syro. Bose: Qiqajon, 2003;
- Cristo Vincitore degli inferi. Bose: Qiqajon, 2003;
- “La venerazione del Nome di Dio e la preghiera di Gesù nella tradizione russa” in: La preghiera di Gesù nella spiritualità russa del XIX secolo. Atti del XII Convegno ecumenico internazionale di spiritualità ortodossa, sezione russa. Bose, 16–18 settembre 2004. Bose: Qiqajon, 2005;
- L'ecumenismo è un'eresia? Uno spiraglio nel dialogo ecumenico. – La Nuova Europa 2, 1998. P. 7–15;
- Problemi e finalità delle scuole teologiche ortodosse russe. – La Nuova Europa 5, 1998. P. 23–38;
- La Chiesa ortodossa russa e la sua partecipazione al movimento ecumenico. – La Nuova Europa 2, 1999. P. 6–16;
- La teologia russa alle soglie del III millennio. Ci sarà una rinascita della ricerca teologia in Russia? – La Notte della Chiesa russa. Atti del VII Convegno ecumenico internazionale di spiritualità russa. Bose, 15–18 settembre 1999. Bose: Qiqajon, 1999. P. 251–283;
- Simeone Studita e Simeone il Nuovo Teologo. – Simeone il Nuovo Teologo e il monachesimo a Costantinopoli. Atti del X Convegno ecumenico internazionale di spiritualità ortodossa, sezione bizantina. Bose, 15–17 settembre 2002. Bose: Qiqajon, 2003. P. 45–102;
- Il Concilio del 1917-1918 e la questione dell'onomatodossia. – Il Concilio di Mosca del 1917-1918. Atti dell'XI Convegno ecumenico internazionale di spiritualità ortodossa, sezione russa. Bose, 18–20 settembre 2003. Bose: Qiqajon, 2004. P. 317–328;
- La venerazione del Nome di Dio e la preghiera di Gesù nella tradizione russa. – La preghiera di Gesù nella spiritualità russa del XIX secolo. Atti del XII Convegno ecumenico internazionale di spiritualità ortodossa, sezione russa. Bose, 16–18 settembre 2004. Bose: Qiqajon, 2005. P. 247–275;
- „A immagine e somiglianza“. La teologia dell'icona nella chiesa ortodossa. – Andrej Rublev e l'icona russa. Atti del XIII Convegno ecumenico internazionale di spiritualità ortodossa. Sezione russa. Bose, 15–17.09.2005. Edizioni Qiqajon. Comunità de Bose, 2006. P. 259–298;
- Benedizione o maledizione? Valori tradizionali e valori liberali nel dibattito fra il Cristianesimo e la civiltà occidentale. – Atrium. Studi metafisici ed umanistici. Anno X – Numero I – Nuova serie. 2008. P. 153–191.
- La Chiesa ortodossa. Profilo storico Vol. 1, Bologna, EDB, 2016
- La Chiesa ortodossa. Dottrina Vol. 2, Bologna, EDB, 2014
- La Chiesa ortodossa. Tempio, icona e musica sacra Vol. 3, Bologna, EDB, 2015
- La Chiesa ortodossa. Liturgia Vol. 4, Bologna, EDB, 2017
- La Chiesa ortodossa. Sacramenti e riti Vol. 5, Bologna, EDB, 2018
- Gesù Cristo. Vita e insegnamento. L'inizio del Vangelo Vol. 1, Cinisello Balsamo, 2021
- Gesù Cristo. Vita e insegnamento. Il discorso della montagna Vol. 2, Cinisello Balsamo, 2019
- Gesù Cristo. Vita e insegnamento. I miracoli di Gesù Vol. 3, Cinisello Balsamo, 2022
- Gesù Cristo. Vita e insegnamento. Morte e resurrezione Vol. 6, Cinisello Balsamo, 2020

### Opere musicali
- „Divina liturgia“ per coro misto (2006)
- „Vigilia notturna“ per solisti e coro misto (2006)
- „Passione secondo Matteo“ per solisti, coro e orchestra (2006)
- „Oratorio di Natale“ per solisti, due cori e orchestra (2007)
- „Memento“ per orchestra (2008)